# カジミア・プラスキ (原子力潜水艦)
|           |                                                  |
| 艦歴      |                                                  |
| 発注:     | 1961年7月20日                                    |
| 起工:     | 1963年1月12日                                    |
| 進水:     | 1964年2月1日                                     |
| 就役:     | 1964年8月14日                                    |
| 退役:     | 1994年3月7日                                     |
| 除籍:     | 1994年3月7日                                     |
| その後:   | 原子力艦再利用プログラム                         |
| 性能諸元  |                                                  |
| 排水量:   |                                                  |
| 全長:     | 425 ft (129.5 m)                                 |
| 全幅:     | 33 ft (10.1 m)                                   |
| 吃水:     |                                                  |
| 機関:     | 原子力ギアード・タービン推進 GE S5W原子炉 1基    |
| 最大速:   |                                                  |
| 兵員:     |                                                  |
| 兵装:     | 21インチ魚雷発射管4基 トライデント・ミサイル16発 |
| モットー: | Per Tridentem Libertas                           |

カジミア・プラスキ(USS Casimir Pulaski, SSBN-633)は、アメリカ海軍のジェームズ・マディソン級原子力潜水艦の7番艦。艦名はアメリカ独立戦争時のポーランド軍人カジミエシュ・プワスキに因んで命名された。その名を持つ艦としては1858年にパラグアイ遠征のため購入した商船メタコメット号を改名した蒸気船プラスキ以来2隻目。

## 艦歴
カジミア・プラスキの建造は1961年7月20日にコネチカット州グロトンのジェネラル・ダイナミクス、エレクトリック・ボート社に発注され、1963年1月12日に起工した。1964年2月1日にジョン・A・グロノウスキー・ジュニア夫人によって命名、進水し、1964年8月14日にブルー班のR・L・J・ロング艦長およびゴールド班のトーマス・B・ブリテン・ジュニア艦長の指揮下就役する。
カジミア・プラスキは1994年3月7日に退役し、同日除籍された。その後ワシントン州ブレマートンで原子力艦再利用プログラムの下1994年10月21日に解体された。